# Earth A.D./Wolfs Blood
Earth A.D./Wolfs Blood è il secondo album del gruppo punk The Misfits, pubblicato nel 1983 e ristampato l'anno seguente con il titolo di Earth A.D..

## Tracce
Testi e musiche di Glenn Danzig.
1. Earth A.D. – 2:09
2. Queen Wasp – 1:32
3. Devilock – 1:26
4. Death Comes Ripping – 1:53
5. Green Hell – 1:53
6. Wolfs Blood – 1:13
7. Demonomania – 0:45
8. Bloodfeast – 2:29
9. Hellhound – 1:16

## Formazione
- Glenn Danzig - voce
- Jerry Only - basso
- Doyle - chitarra
- ROBO - batteria